# Cis tabidus
Cis tabidus är en skalbaggsart som beskrevs av Sharp 1879. Cis tabidus ingår i släktet Cis och familjen trädsvampborrare. Inga underarter finns listade i Catalogue of Life.